# Heteropterys glabra
Heteropterys glabra, flor de mariposa, es una especie de planta trepadora, endémica de Argentina, Brasil, Paraguay y Uruguay.

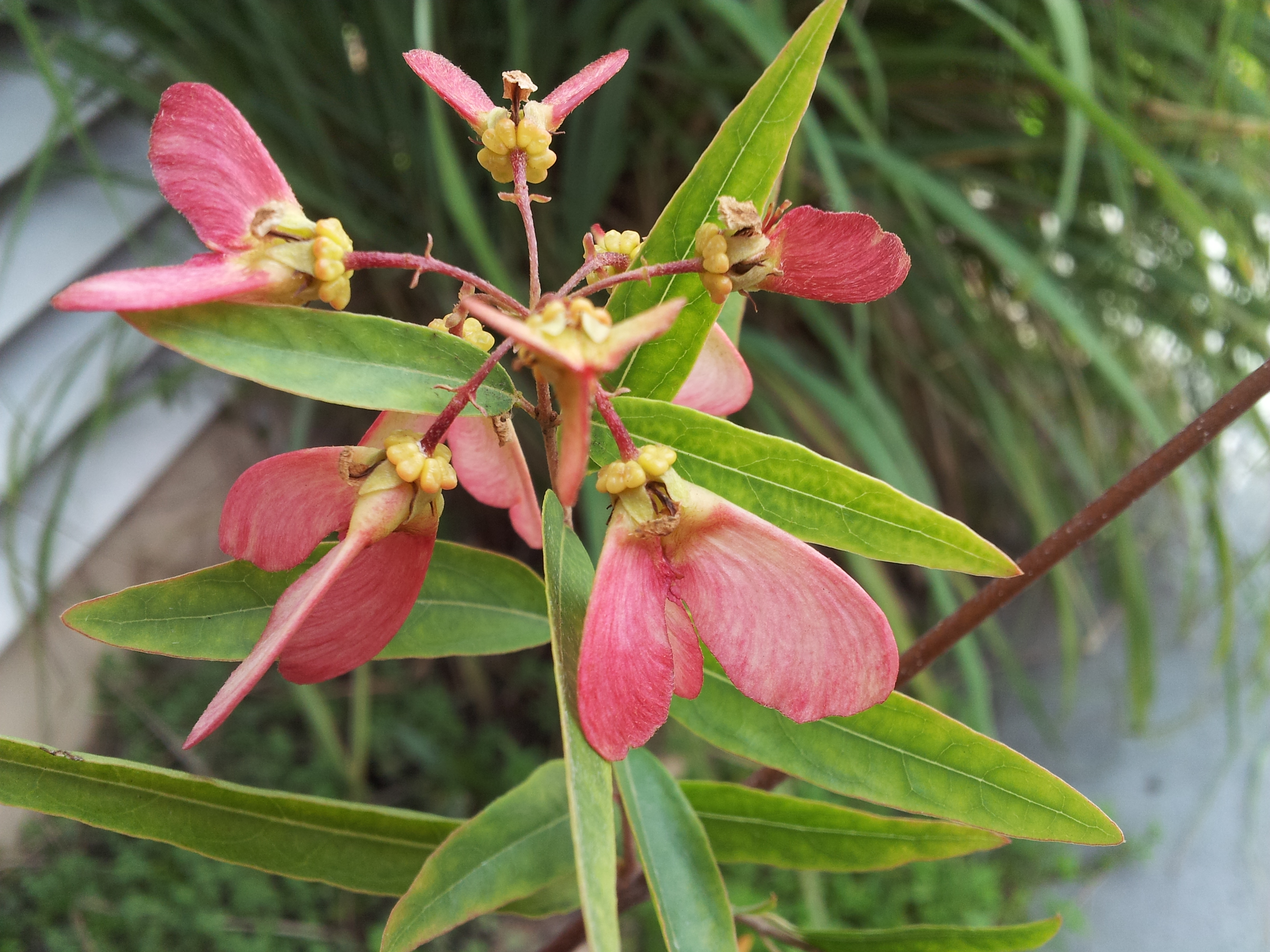
Heteropterys angustifolia - Tilo Falso, Mariposita, Flor de Mariposa con su fruto tipo sámara

## Descripción
Es un arbusto erguido, caducifolio, de 1-3 m de altura; hojas lineares; Flores amarillas, en racimos terminales o axilares y fruto sámaras rojizas de 2-2,5 cm de largo. Se reproduce por semillas.

## Hábitat
Su hábitat natural son los bordes de los ríos.

## Taxonomía
Heteropterys glabra fue descrita por Hook. & Arn. y publicado en Botanical Miscellany 3: 157. 1833.
Sinonimia
- Banisteria tenuis Lindl.
- Heteropteris lanceolata (L.) Fée ex Diels
- Heteropterys angustifolia Griseb.
- Heteropterys pseudoangustifolia Chodat[2]